# Мала Романовка (Ленінградська область)
Мала Романовка (рос. Малая Романовка) — присілок у Всеволожському районі Ленінградської області Російської Федерації.
Населення становить 83 особи. Належить до муніципального утворення Щегловське сільське поселення.

## Історія
Від 1 серпня 1927 року належить до Ленінградської області.

## Населення
| 1939 | 1997 | 2002 | 2007 | 2010 | 2011 | 2012 |
| ---- | ---- | ---- | ---- | ---- | ---- | ---- |
| 120  | ↘13  | ↗22  | ↗43  | ↗91  | ↘76  | →76  |
| 2017 |      |      |      |      |      |      |
| ↗83  |      |      |      |      |      |      |